# Scarus fuscocaudalis
Scarus fuscocaudalis là một loài cá biển thuộc chi Scarus trong họ Cá mó. Loài này được mô tả lần đầu tiên vào năm 2000.

## Từ nguyên
Tính từ định danh của loài được ghép bởi hai từ trong tiếng Latinh: fuscus ("sẫm tối") và caudalis ("ở đuôi"), hàm ý đề cập đến màu sẫm đen của vây đuôi cá cái.

## Phạm vi phân bố và môi trường sống
S. fuscocaudalis được ghi nhận từ quần đảo Ryukyu (Nhật Bản) và đảo Đài Loan trải dài về phía nam đến một số vùng biển thuộc Philippines và Indonesia, về phía đông đến Papua New Guinea, Guam, Liên bang Micronesia và quần đảo Marshall.
Môi trường sống của S. fuscocaudalis là các rạn san hô viền bờ ở độ sâu khoảng từ 20 đến ít nhất là 45 m.

## Mô tả
S. fuscocaudalis có chiều dài cơ thể tối đa được biết đến là 25 cm. Vây đuôi của cá đực lõm sâu hơn ở cá cái, với hai thùy dài tạo thành hình lưỡi liềm, còn cá con có vây đuôi cụt.
Cá cái có màu nâu phớt hồng hoặc màu hồng sẫm; vùng họng và ngực có màu xanh lục với các sọc xanh cùng màu kéo dài đến bụng. Vây đuôi màu đen, hai thùy đuôi có màu cam và một dải viền trắng ở rìa sau. Cá đực có các màu hồng và xanh lục trên thân. Đầu màu xanh lam với các vệt màu hồng (một dải rộng trên mõm băng qua phía dưới mắt đến gốc vây ngực, và một dải khác từ sau mắt kéo dài đến phần trên của nắp mang). Vây đuôi màu tím, thùy đuôi màu hồng được viền xanh lam.
Số gai vây lưng: 8–9; Số tia vây ở vây lưng: 10; Số gai vây hậu môn: 3; Số tia vây ở vây hậu môn: 9; Số tia vây ở vây ngực: 14.

## Sinh thái học
Thức ăn của S. fuscocaudalis chủ yếu là tảo. Chúng thường sống theo từng nhóm nhỏ. Loài này không được nhắm mục tiêu trong hoạt động khai thác thủy sản, và cũng hiếm khi bị đánh bắt.

### Trích dẫn
- "Scarus fuscocaudalis, a new species of parrotfish (Perciformes: Labroidei: Scaridae) from the western Pacific" (PDF). Micronesica. Quyển 32 số 2. 2000. tr. 221–228. {{Chú thích tạp chí}}: Đã bỏ qua tham số không rõ |authors= (trợ giúp)